# Hockey Club Lugano 2012-2013
Questa è la rosa della stagione 2012/2013 dell'Hockey Club Lugano.

## Rosa
Dati aggiornati al 17 gennaio 2013.
| N. | Naz.                                         | Ruolo | Nome                | Anno | Alt. | Peso | Tiro | Note |
| -- | -------------------------------------------- | ----- | ------------------- | ---- | ---- | ---- | ---- | ---- |
| 87 | Svizzera (bandiera)                          | P     | Michael Flückiger   | 1987 | 177  | 83   | L    |      |
| 84 | Svizzera (bandiera)                          | P     | Daniel Manzato      | 1984 | 184  | 84   | L    |      |
|    | Lettonia (bandiera)                          | P     | Elvis Merzļikins    | 1994 | 191  | 85   | L    |      |
| 26 | Svizzera (bandiera)                          | D     | Florian Blatter     | 1984 | 182  | 85   | L    |      |
| 49 | Finlandia (bandiera)                         | D     | Ilkka Heikkinen     | 1984 | 188  | 87   | L    |      |
| 8  | Svizzera (bandiera)                          | D     | Steve Hirschi - C   | 1981 | 180  | 84   | L    |      |
| 16 | Svizzera (bandiera)                          | D     | Lorenz Kienzle      | 1988 | 181  | 84   | R    |      |
| 74 | Francia (bandiera) · Svizzera (bandiera)     | D     | Johann Morant       | 1986 | 181  | 95   | L    |      |
| 11 | Svizzera (bandiera)                          | D     | Matteo Nodari       | 1987 | 185  | 82   | R    |      |
| 33 | Finlandia (bandiera)                         | D     | Petteri Nummelin    | 1972 | 178  | 89   | L    |      |
| 18 | Svizzera (bandiera)                          | D     | Dominik Schlumpf    | 1991 | 185  | 80   | R    |      |
| 22 | Austria (bandiera) · Svizzera (bandiera)     | D     | Stefan Ulmer        | 1990 | 177  | 75   | R    |      |
| 3  | Svizzera (bandiera)                          | D     | Julien Vauclair - A | 1979 | 184  | 92   | L    |      |
| 40 | Svizzera (bandiera)                          | A     | Flavien Conne - A   | 1980 | 177  | 81   | L    |      |
| 96 | Svizzera (bandiera)                          | A     | Giacomo Dal Pian    | 1993 | 175  | 74   | R    |      |
| 76 | Canada (bandiera) · Svizzera (bandiera)      | A     | Hnat Domenichelli   | 1976 | 182  | 90   | L    |      |
| 95 | Svizzera (bandiera)                          | A     | Luca Fazzini        | 1995 | 176  | 79   | R    |      |
| 79 | Svizzera (bandiera)                          | A     | Oliver Kamber       | 1979 | 178  | 75   | L    |      |
| 20 | Italia (bandiera)                            | A     | Diego Kostner       | 1992 | 183  | 75   | R    |      |
| 7  | Canada (bandiera) · Bielorussia (bandiera)   | A     | Charles Linglet     | 1982 | 188  | 96   | L    |      |
| 53 | Canada (bandiera)                            | A     | Brett McLean        | 1978 | 180  | 84   | L    |      |
| 50 | Canada (bandiera)                            | A     | Glen Metropolit     | 1974 | 179  | 89   | R    |      |
| 14 | Stati Uniti (bandiera) · Canada (bandiera)   | A     | Brady Murray        | 1984 | 176  | 82   | L    |      |
| 28 | Stati Uniti (bandiera) · Canada (bandiera)   | A     | Jordy Murray        | 1990 | 185  | 77   | L    |      |
| 97 | Francia (bandiera)                           | A     | Pierrick Pivron     | 1990 | 187  | 92   | R    |      |
| 12 | Svizzera (bandiera)                          | A     | Leandro Profico     | 1990 | 177  | 74   | L    |      |
| 32 | Svizzera (bandiera)                          | A     | Sébastien Reuille   | 1981 | 181  | 84   | L    |      |
| 19 | Rep. Ceca (bandiera)                         | A     | Pavel Rosa          | 1977 | 182  | 88   | R    |      |
| 9  | Svizzera (bandiera) · Stati Uniti (bandiera) | A     | Thomas Rüfenacht    | 1985 | 180  | 85   | L    |      |
| 94 | Svizzera (bandiera)                          | A     | Dario Simion        | 1994 | 186  | 80   | R    |      |
| 48 | Svizzera (bandiera)                          | A     | Daniel Steiner      | 1980 | 183  | 90   | R    |      |

Legenda: P=Portiere; D=Difensore; A=Attaccante; L=Sinistra; R=Destra

### Staff tecnico
Aggiornato al 3 maggio 2013.
| Ruolo                                   | Nome                  |
| --------------------------------------- | --------------------- |
| Head Coach:                             | Patrick Fischer       |
| Assistant Coach:                        | Peter Andersson       |
| Preparatore atletico:                   | Daniel Hedin          |
| Allenatori portieri:                    | Dušan Sidor           |
| Team Manager:                           | Mirko Bertoli         |
| Massaggiatore:                          | Andy Hüppy            |
| Responsabile Materiale:                 | Nicklas Karlsson      |
| Aiuto Materiale:                        | Alain Balmelli        |
| Coordinatore staff medico:              | Patrick Siragusa      |
| Medico:                                 | Claudio A. Redaelli   |
| Medico:                                 | René Gayer            |
| Medico:                                 | Nicola Ghisletta      |
| Medico:                                 | Paolo Michalopoulus   |
| Chiropratico:                           | Giovanni Wullschleger |
| Fisioterapista:                         | Gianni Maffei         |
| Fisioterapista ortopedico manipolativa: | Rolf Walter           |
| Statistiche:                            | Gianluca Prato        |